# Catantops australis
Catantops australis är en insektsart som beskrevs av Nicholas David Jago 1984. Catantops australis ingår i släktet Catantops och familjen gräshoppor. Inga underarter finns listade i Catalogue of Life.